# Rodolfo II (duque de Austria)
Rodolfo II (hacia  1270 - 10 de mayo de 1290), miembro de la Casa de Habsburgo, fue duque de Austria y Estiria desde 1282 hasta 1283, junto con su hermano mayor, Alberto I, quien lo sucedió.

## Vida
Rodolfo II nació en Rheinfelden, Suabia, era el hijo más joven del entonces conde Rodolfo I de Habsburgo y de su primera esposa Gertrudis de Hohenberg. En 1273, su padre fue elegido Rey de romanos, el primero de la dinastía de los Habsburgo, y se apoderó de los ducados de Austria, Estiria y Carintia, "príncipados" del rey bohemio Ottokar II.
Después de que el rey Ottokar fuera derrotado y asesinado en la batalla de Marchfeld, el rey Rodolfo en diciembre de 1282 invistió a sus hijos Alberto y Rodolfo II con los ducados de Austria y de Estiria.
En compensación, Rodolfo II fue designado como futuro Rey de Romanos y su padre lo nombró "duque de Suabia", un título honorífico, ya que el antiguo ducado raiz había caído en el desorden después de que el último duque Hohenstaufen, Conradino, fuese asesinado en 1268. En Suabia, los antiguos Condes de Habsburgo solo tenían varios territorios pequeños, que luego se conocieron como Austria Anterior, de los cuales Rodolfo II nunca obtuvo el control.
En el curso del proceso de reconciliación con la dinastía Přemyslida de Bohemia, Rodolfo II se casó en 1289 con Agnes de Bohemia (1269-1296), hija del difunto rey Ottokar II. Tuvieron un hijo, Juan de Suabia.
Rodolfo II murió repentinamente a la edad de 20 años en Praga, donde permanecía en la corte de su cuñado, el rey Wenceslao II, esposo de su hermana Judith de Habsburgo. En el mismo año nació su hijo. El fracaso de su hermano para asegurar que Rodolfo II fuera compensado adecuadamente por renunciar a su reivindicación al trono provocó conflictos en la dinastía de los Habsburgo, lo que llevó al asesinato de Alberto I por el hijo de Rodolfo, Juan el Parricida, en 1308.